# Peter Poláček
Peter Poláček (* 9. prosince 1956) je bývalý slovenský fotbalista, obránce.

## Fotbalová kariéra
Hrál za Inter Bratislava. V československé lize nastoupil v 99 utkáních a dal 2 góly. Hrál za Inter i v Poháru UEFA.

## Ligová bilance
| Ročník                                   | Zápasy | Góly | Klub             |
| ---------------------------------------- | ------ | ---- | ---------------- |
| 1. československá fotbalová liga 1978/79 | 25     | 1    | Inter Bratislava |
| 1. československá fotbalová liga 1979/80 | 24     | 1    | Inter Bratislava |
| 1. československá fotbalová liga 1980/81 | 11     | 0    | Inter Bratislava |
| 1. československá fotbalová liga 1981/82 | 14     | 0    | Inter Bratislava |
| 1. československá fotbalová liga 1982/83 | 12     | 0    | Inter Bratislava |
| 1. československá fotbalová liga 1983/84 | 13     | 0    | Inter Bratislava |
| CELKEM                                   | 99     | 2    |                  |